# 科隆狂歡節

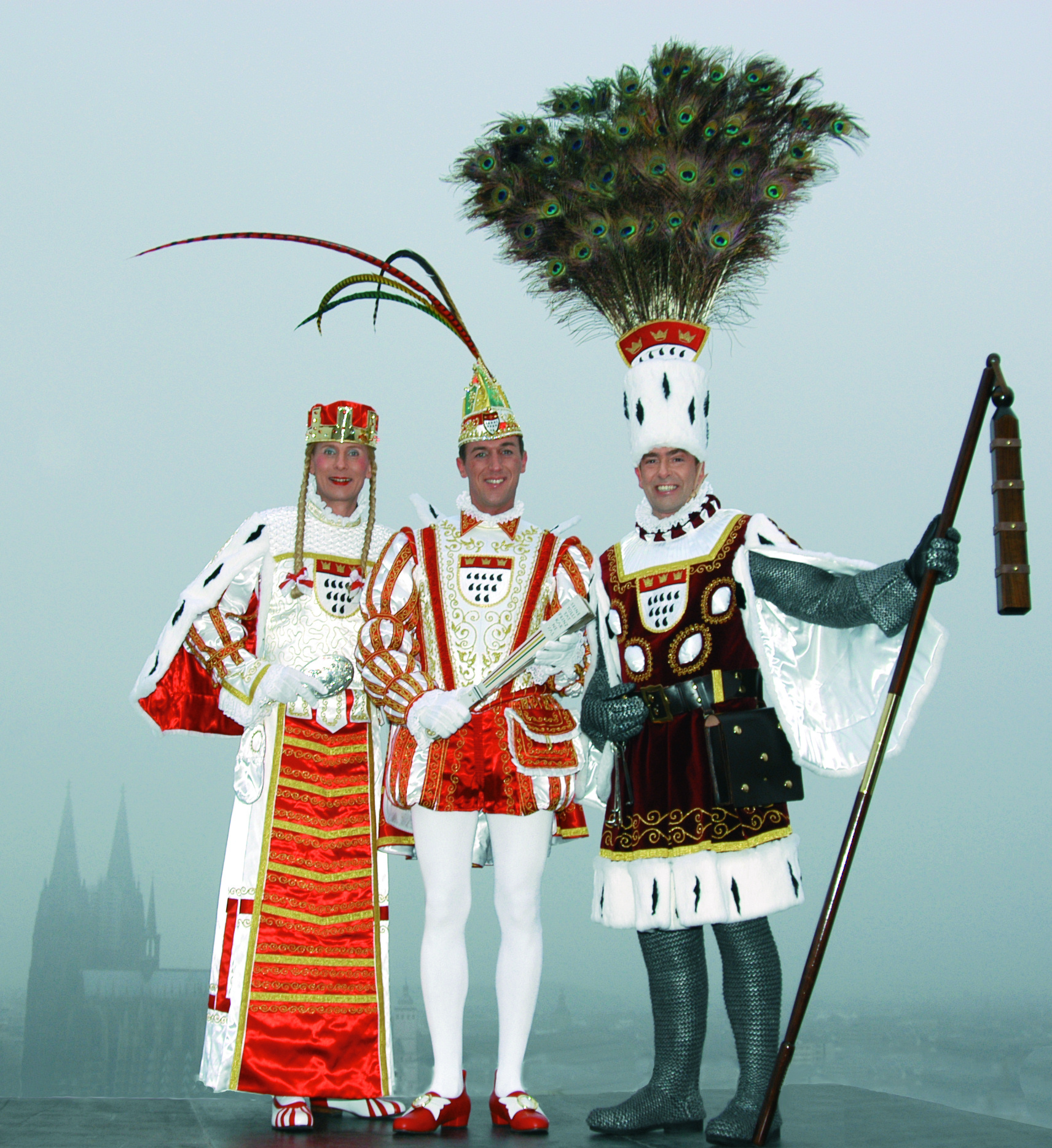
在科隆狂歡節上扮演少女、王子和农民，攝於2005年

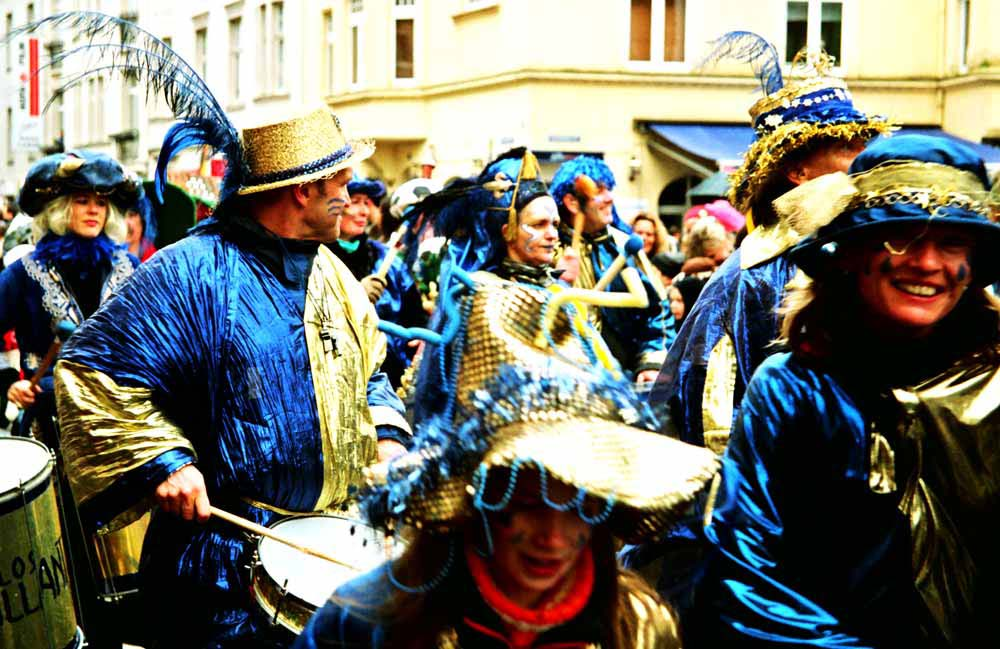
2006年玫瑰星期一的科隆人群

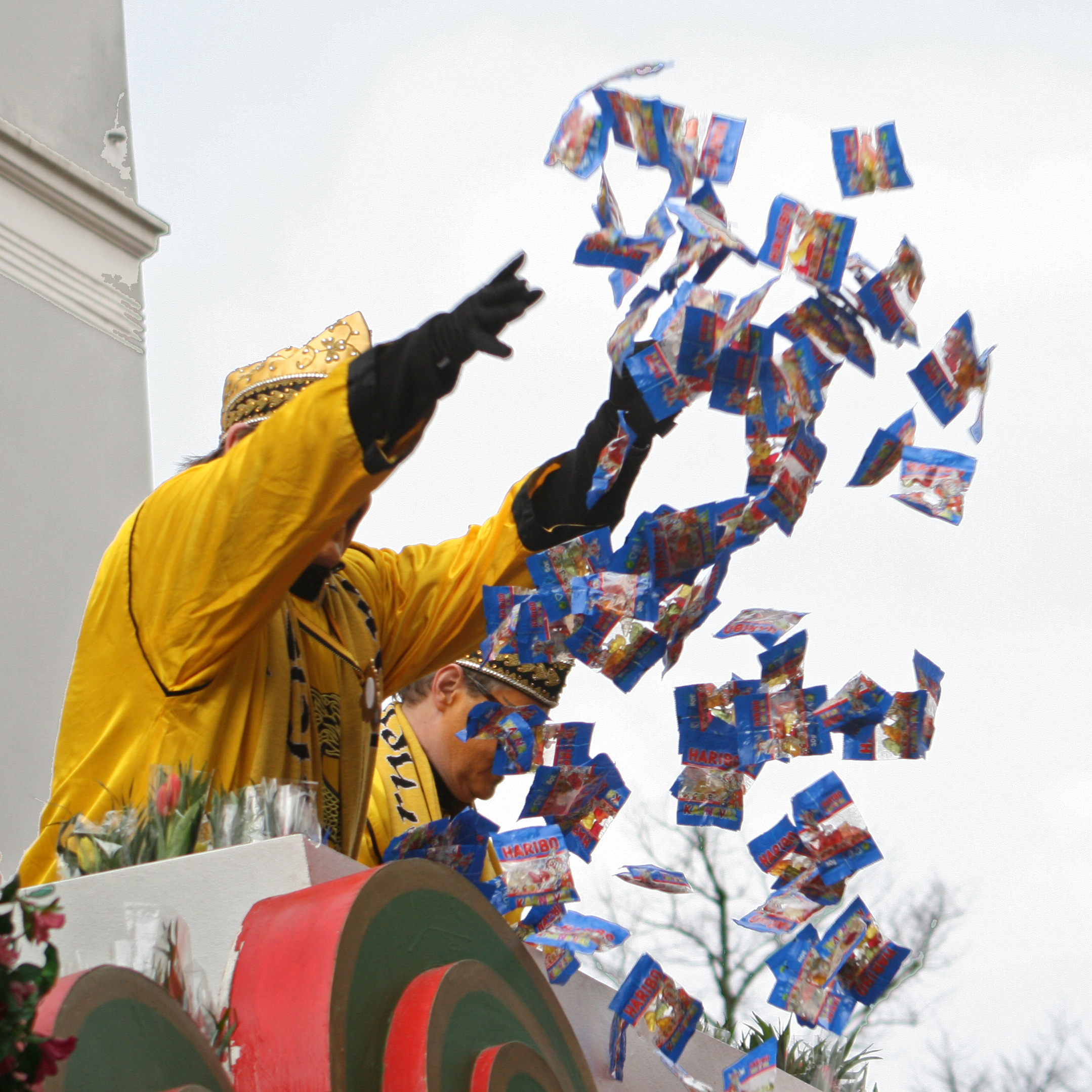
有人在狂欢节游行中拋灑糖果

科隆狂欢节（德語：  Kölner Karneval）是一个每年在德国科隆舉辦的狂歡節。

## 历史
基本上科隆狂歡節於每年的11月11日11时開始舉行。然后狂欢节在降臨節和圣诞节期间暂时停止，并在新年的1月6日的主顯節之后再次舉行。